# Philautus refugii
Philautus refugii es una especie de ranas que habita en Malasia y, posiblemente, también en Indonesia. 